# Bletchingley
Bletchingley är en ort och civil parish i Storbritannien.   Den ligger i grevskapet Surrey och riksdelen England, i den södra delen av landet, 30 km söder om huvudstaden London. Bletchingley ligger 143 meter över havet och antalet invånare är 2 338.
Terrängen runt Bletchingley är lite kuperad. Runt Bletchingley är det tätbefolkat, med 343 invånare per kvadratkilometer. Närmaste större samhälle är Sutton, 14,0 km nordväst om Bletchingley. Trakten runt Bletchingley består till största delen av jordbruksmark.